# Sępochów
Sępochów – wieś sołecka w Polsce położona w województwie mazowieckim, w powiecie otwockim, w gminie Kołbiel.
Wieś szlachecka  Sępochowo położona była w drugiej połowie XVI wieku w powiecie garwolińskim  ziemi czerskiej województwa mazowieckiego. W latach 1975–1998 miejscowość administracyjnie należała do województwa siedleckiego.
Przez wieś przepływa rzeka Świder. Jest ona tu objęta ochroną, jako rezerwat Świder. Na tym odcinku charakterystyczne są starorzecza, jakie powstały w wyniku zmian koryta rzeki.
We wsi istnieje jednostka OSP, oraz występuje drużyna piłkarska – Sępochovia Sępochów, która co roku aktywnie uczestniczy w Kołbielskiej Lidze Wiosek.
Wierni Kościoła rzymskokatolickiego należą do parafii Świętej Trójcy w Kołbieli.